# Tân Hưng, Tây Ninh
Tân Hưng là một xã thuộc tỉnh Tây Ninh, Việt Nam.

## Địa lý
Xã Tân Hưng có vị trí địa lý:
- Phía đông giáp xã Vĩnh Hưng và xã Tuyên Bình.
- Phía tây nam giáp xã Vĩnh Châu.
- Phía tây bắc giáp xã Vĩnh Thạnh.

Xã Tân Hưng có diện tích tự nhiên là 107,75 km², quy mô dân số năm 2025 là 18.046 người.

## Lịch sử
Thị trấn Tân Hưng được thành lập vào ngày 24 tháng 3 năm 1994 trên cơ sở tách 394 ha diện tích tự nhiên và 1.400 người của xã Vĩnh Thạnh; 116 ha diện tích tự nhiên và 1.159 người của xã Hưng Thạnh.
Sau khi thành lập, thị trấn Tân Hưng có 510 ha diện tích tự nhiên và 2.559 người.

### Năm 2025
- Ngày 12 tháng 6 năm 2025, Quốc hội khóa XV ban hành Nghị quyết số 202/2025/QH15 về việc sắp xếp đơn vị hành chính cấp tỉnh[5]. Theo đó, sắp xếp toàn bộ diện tích tự nhiên, quy mô dân số của tỉnh Long An và tỉnh Tây Ninh thành tỉnh mới có tên gọi là tỉnh Tây Ninh.

- Ngày 16 tháng 6 năm 2025, Ủy ban Thường vụ Quốc hội khóa XV ban hành Nghị quyết số 1682/NQ-UBTVQH15 về việc sắp xếp các đơn vị hành chính cấp xã của tỉnh Tây Ninh năm 2025[6]. Theo đó, sắp xếp toàn bộ diện tích tự nhiên, quy mô dân số của thị trấn Tân Hưng, xã Vĩnh Thạnh và xã Vĩnh Lợi [huyện Tân Hưng] thành xã mới có tên gọi là xã Tân Hưng.

## Hành chính
Thị trấn Tân Hưng được chia thành 4 khu phố.